# Eindige-elementenmethode

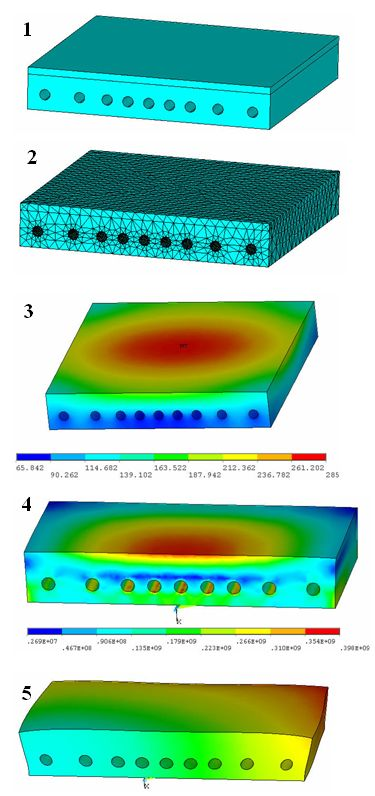
Voorbeeld van een eindige-elementenberekening. Een thermo-mechanisch probleem: een blokje metaal wordt vooral in het centrum via kleine koelkanaaltjes verwarmd en gekoeld.
1 Opbouwen van het model
2 Opbouwen rooster het model in kleine elementjes
3 Berekenening thermische invloed,
4 mechanische spanning en
5 vervorming.

De eindige-elementenmethode e.e.m. is een rekenmethode waarmee partiële differentiaalvergelijkingen en integraalvergelijkingen benaderend kunnen worden opgelost. Belangrijke toepassingen hiervan vindt men in de technische wetenschappen, waar men deze methode bijvoorbeeld gebruikt om de sterkte van ingewikkelde constructies en constructie-elementen te berekenen. De methode is ontwikkeld, omdat analytische rekenmethoden onvoldoende mogelijkheden bieden of te complexe berekeningen vergen. De methode vindt zijn toepassing vooral bij sterkteberekeningen, maar ook bij elektromagnetisme, thermodynamica, stromingsleer en nog veel andere disciplines.
Het model van de constructie waar de berekeningen op moeten worden uitgevoerd wordt bij de eindige-elementenmethode in een groot aantal kleine elementen opgedeeld. Dat zijn in drie dimensies meestal onregelmatige veelvlakken opgebouwd uit driehoeken. De oplossing die met de eindige-elementenmethode wordt bereikt convergeert bij het verkleinen van de elementen naar de analytisch juiste oplossing. Wel kunnen bij het verkeerd opbouwen van het model fouten worden gemaakt die structurele gevolgen hebben.
Het Engelse finite element method FEM en finite element analysis worden ook gebruikt.

## Geschiedenis
De methodiek is ontstaan omstreeks 1940, al voordat computers bestonden, maar de eindige-elementenmethode heeft sinds de intrede van de personal computer een grote vlucht genomen en ook ontwikkelingen in de ruimtevaart hebben aan het gebruik van de eindige-elementenmethode een bijdrage gegeven. De berekeningen waren nodig om in de ruimtevaart vooraf al te kunnen bepalen of een constructie aan de sterkte- en stijfheidseisen zou voldoen. Het eerste grote eindige-elementenpakket werd door de NASA ontwikkeld. Computerprogramma's voor computer-aided design in drie dimensies gebruiken de eindige-elementenmethode intensief. Het herhaalde opbouwen van de geometrie van een model is niet meer nodig, waardoor snel de invloed van ontwerpwijzigingen op de resultaten als gevolg van mechanische spanning, resonantiefrequenties, temperatuurverschillen, verplaatsingen en doorbuiging kan worden bepaald. Dit noemt men isogeometrische analyse.

## Methode
Om berekeningen aan een constructie met behulp van de eindige-elementenmethode mogelijk te maken, wordt de constructie in een zeer groot aantal elementen opgedeeld, bijna altijd onregelmatige veelvlakken opgebouwd uit driehoeken. Deze elementen vormen een  rooster. De hoekpunten van deze veelvlakken zijn altijd hoekpunt van meer dan een veelvlak. Aan ieder hoekpunt kan iedere stap die bij de eindige-elementenmethode wordt uitgevoerd een waarde of waarden worden toegekend. Geef de waarde in hoekpunt {\displaystyle i} aan met {\displaystyle \mathbf {x} _{i}}. Er kunnen tussen aanliggende hoekpunten differentievergelijkingen worden opgesteld, die uit het model van de constructie zijn af te leiden, en waarbij rekening met de randvoorwaarden van het model moet worden gehouden. Het is ook mogelijk dat de hoekpunten tijdens het uitvoeren van de eindige-elementenmethode iets verschuiven, maar dat kan in de {\displaystyle \mathbf {x} _{i}} worden vastgelegd. 
Door deze methodiek is het mogelijk het gedrag van een complexe constructie te benaderen door middel van een matrixvergelijking.

## Toepassingen
De methode wordt veel in de werktuigbouwkunde ingezet, maar vindt ook toepassing in de luchtvaartindustrie, de ruimtevaart, de scheepvaart, de weg- en waterbouwkunde en in de sterkteleer in het algemeen. Met de eindige-elementenmethode kan bijvoorbeeld het gewicht van een constructie worden geoptimaliseerd, wat een groot effect kan hebben op de kosten of de omvang van de constructie.
Er kunnen verschillende soorten berekeningen worden uitgevoerd:
- lineaire statische sterkteberekeningen, die het meest voorkomen
- niet-lineaire berekeningen, waarbij ook plastisch gedrag wordt meeberekend
- berekeningen aan deformatie
- bepalen eigenfrequentie
- thermische berekening
- knikberekening
- schok, tijdafhankelijke berekening
- elektrostatische en -dynamische berekeningen
- combinaties hiervan

## Problemen
Vooral een juiste bepaling van de belasting die op de structuur of het onderdeel inwerkt, is cruciaal voor de betrouwbaarheid van een berekening. Daarbij worden wel benaderingen gemaakt, bijvoorbeeld bij aannames over de maximale:
- windkracht op een hoog gebouw
- kracht van een aardbeving
- belasting van een brug door personen, trein of ander zwaar voertuig
- krachten op een vliegtuigvleugel in omstandigheden zoals onweer

De nacontrole is evenzeer van belang. Dit is het proces waarin de uitgevoerde eindige-elementenmethode-berekening op een aantal belangrijke punten wordt gecontroleerd, bijvoorbeeld op verschillende behoudswetten. Om een nauwkeurige berekening te doen, moeten de elementen voldoende klein worden gekozen. Daardoor worden de rekenmodellen over het algemeen groot.

## Voorbeelden
- In het geval van een lineair statische berekening is de matrixvergelijking:

{\displaystyle \mathbf {Ku} =\mathbf {F} }
Daarbij is {\displaystyle \mathbf {K} } de stijfheidsmatrix voor het gehele systeem, {\displaystyle \mathbf {u} } de verplaatsingen van de knooppunten in de afzonderlijke richtingen en {\displaystyle \mathbf {F} } de belastingen op de knooppunten in alle richtingen.
Het doel is in dit voorbeeld de verplaatsingsvector {\displaystyle \mathbf {u} } te bepalen en daaruit de mechanische spanning en de rek, waaruit dan de sterkte van de constructie bij belasting {\displaystyle \mathbf {F} } volgt.
- Ieder element krijgt op basis van de getekende geometrie, de geometrische parameters als plaatdikte, doorsnede, en het gebruikte materiaal, de stijfheidseigenschappen toegewezen. Bij het uitvoeren van een dynamische berekening is het nodig ook massaeigenschappen toe te wijzen of zelfs de demping, in het geval van gedwongen trillingen. Bij een thermische berekening moeten uiteraard de thermische eigenschappen worden toegewezen.

- In het onderstaande voorbeeld werden de normaalkrachten in een constructie bepaald. De elementen bestaan uit lijnvormige delen in een vakwerk-constructie, zoals die wel in hijskranen wordt toegepast.

- Er wordt op de markt veel software voor eindige-elementenmethode aangeboden.